# 芝山漆器
芝山漆器（しばやましっき）は、横浜市で製作されている漆器である。かながわの名産100選に選ばれている。

## 歴史
1775年頃、上総芝山村（現在の千葉県芝山町）に生まれた大野木専蔵が始めた芝山象嵌を発祥とする。その後、大野木は芝山専蔵と改姓して、江戸に出て芝山象嵌を広げた。幕府直参の武士であった村田鋼平は、幕末の開国を機に横浜からの輸出品として、芝山象嵌を発展させた。外国人貿易商から高い評価を受け、横浜に職人が移住して、分業制による輸出向けの生産が本格化した。
1893年のシカゴ万博において入賞した真珠貝花紋小箱を契機に、横浜の職人は芝山象嵌とはことなる独自の芝山漆器を作り始めるようになる。
明治時代は海外貿易用を中心に盛んに生産が行われ、芝山師と呼ばれる職人も100人程度存在した。関東大震災と第二次世界大戦により芝山漆器は打撃を受けたが、戦後しばらくは在日米軍人の土産物などとして人気があり、「鈴蘭荘」という芝山師集団の共同住宅兼工房で生産が続いた。その後、職人は減少の一途をたどり、芝山師は2012年時点で二人、2017年時点では大型作品も作れるのは1人のみとなっている。

## 特徴
芝山漆器は漆器に白蝶貝、夜光貝などの貝類や象牙、鼈甲などを象嵌したものをはめ込むことにより、細工が立体的に浮かび上がることが特徴。象嵌以外にも蒔絵も用いた絢爛な仕上げである。製作される品物は文箱、小箱、帯留め、ブローチなど多岐にわたる。
本来は塗り師、蒔絵師、象嵌師など分業で行っていた。職人の減少に伴い、全ての作業を一人で行うことが通常になっており、一つの作品を仕上げるのに長い時間がかかるようになっている。